# Копинський сільський округ (Аягозький район)
Ко́пинський сільський округ (каз. Қопа ауылдық округі, рос. Копинский сельский округ) — адміністративна одиниця у складі Аягозького району Абайської області Казахстану. Адміністративний центр — село Копа.
Населення — 916 осіб (2021; 1165 у 2009, 1775 у 1999, 2553 у 1989).
Станом на 1989 рік існувала Копинська сільська рада (села Каракум, Карасу, Копа) колишнього Таскескенського району. Село Карасу було ліквідовано 2017 року.

## Склад
До складу округу входять такі населені пункти:
| Населений пункт | Старі назви | Населення, осіб (1989) | Населення, осіб (1999) | Населення, осіб (2009) | Населення, осіб (2021) |
| --------------- | ----------- | ---------------------- | ---------------------- | ---------------------- | ---------------------- |
| Каракум, село   | -           | 177                    | 157                    | 85                     | 9                      |
| Карасу, село    | -           | 208                    | 180                    | 51                     | -                      |
| Копа, село      | -           | 2168                   | 1438                   | 1029                   | 907                    |